# 渔游蛇

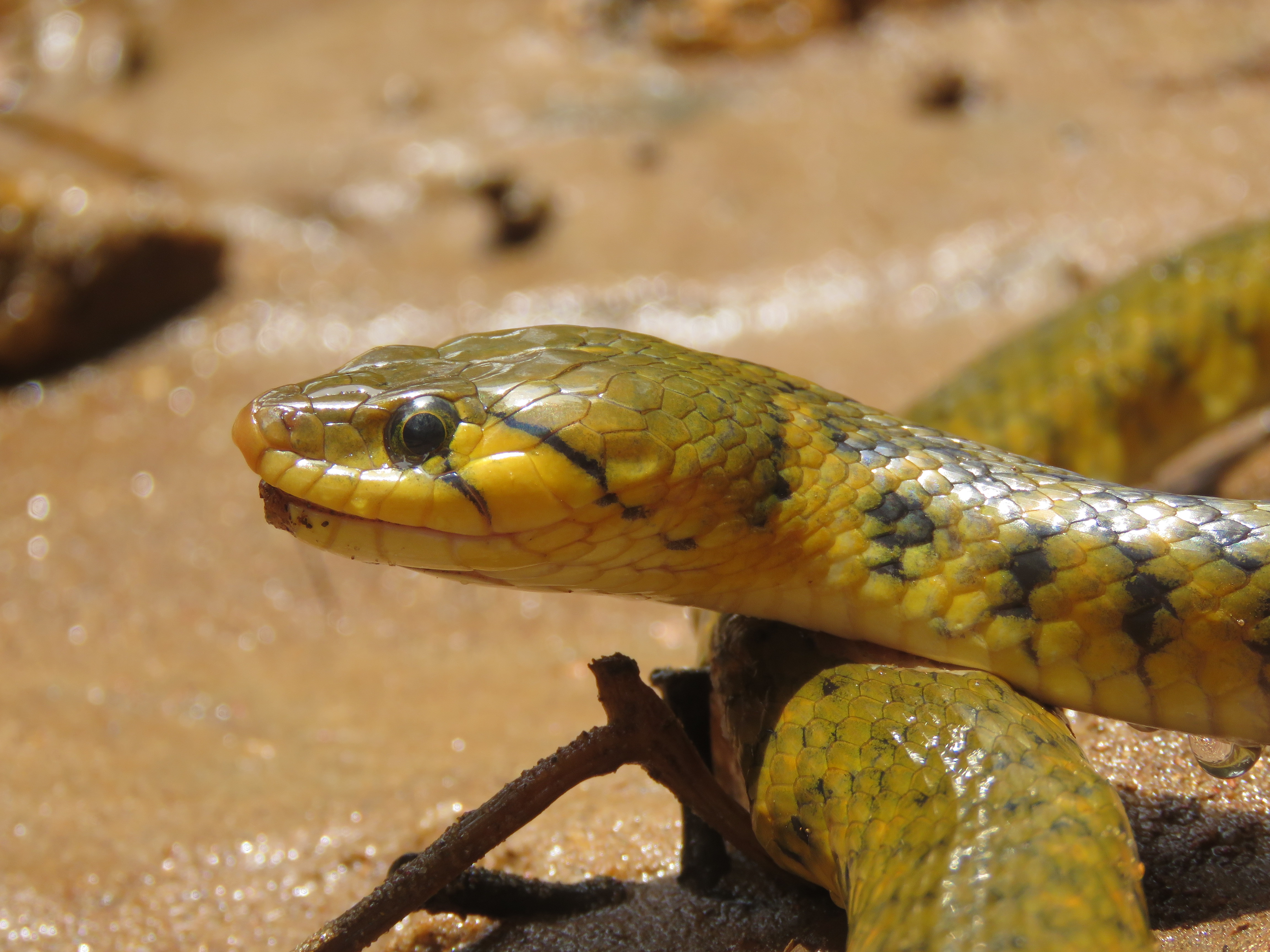
喀拉拉邦,印度

渔游蛇（学名：Fowlea piscator）又名漁游蛇，为游蛇科異色蛇屬的爬行动物，俗名鱼蛇、红糟蛇、水草蛇、小黄蛇。分布于亚洲南部、东南部，该物种的模式产地在东印度群岛。

## 特徵

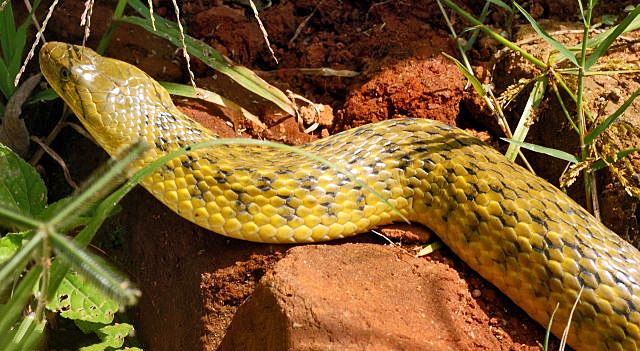
Xenochrophis piscator, Bannerughatta, 印度

中型蛇類，具有輕微的毒性，但咬到會傷害人體，身長可達1.2米。眼睛下方及眼部後方各有一條黑色的細紋延伸道上唇，體色多為橄欖褐色，並佈滿許多不規則的黑色花紋。

## 分佈
分布于亚洲南部、东南部、从阿富汗、巴基斯坦、斯里兰卡向东到中南半岛、南经马来半岛到印度尼西亚、越南、台湾以及中国大陆等地。
草花蛇廣泛分佈於臺灣本島海拔1000公尺以下的低地環境，但現今族群數量銳減，在臺灣地區僅於離島金門仍保有相對穩定的數量。

## 習性

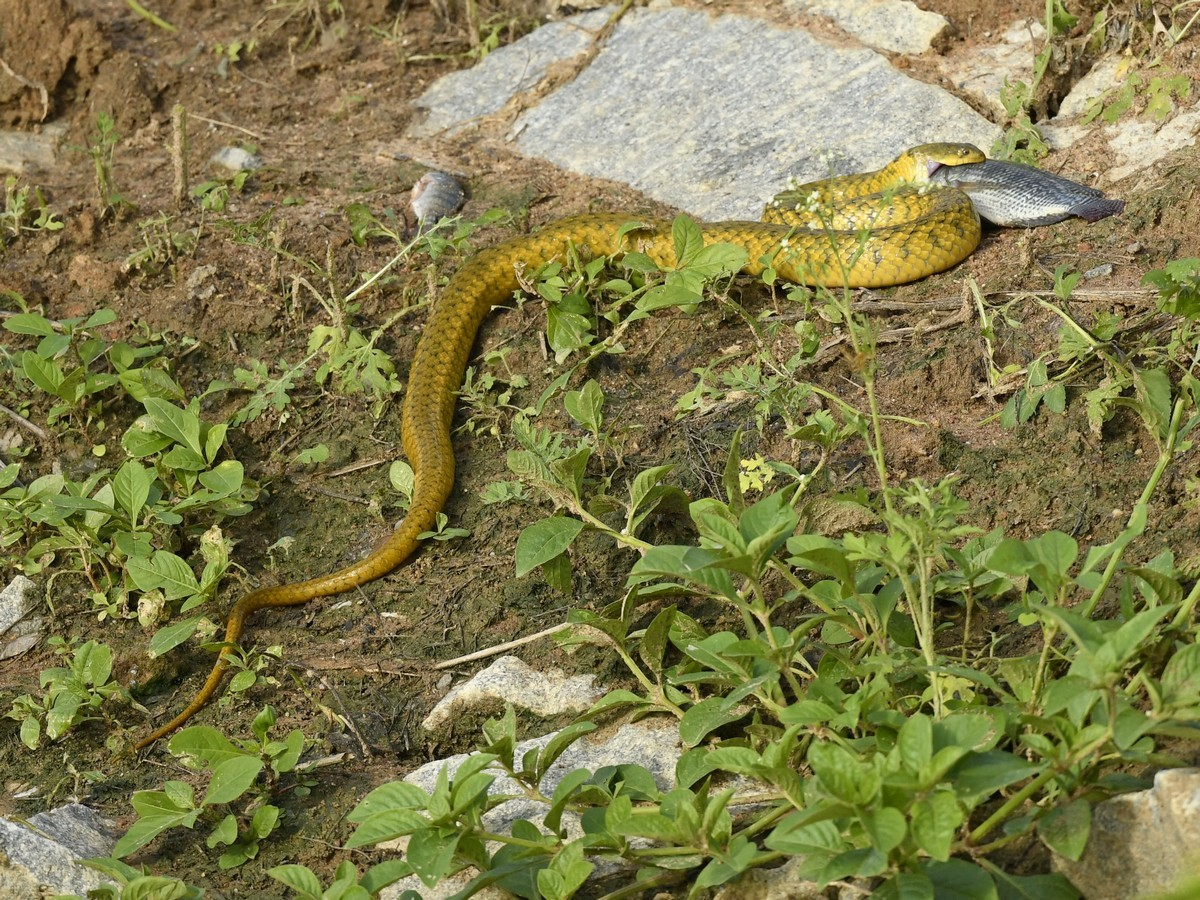
正在吃魚, 卡纳塔卡邦, 印度

生活习性为半水栖。主要棲息於水田、沼澤和濕地，是一種以白天活動為主的蛇類。其生存的海拔上限为1168米。
以蛙類和魚類為食，也有捕食蜥蜴、鳥類和鼠類的紀錄。近年來由於農藥過度使用，數量不斷減少。

## 繁殖
卵生蛇類，通常於春、秋兩季交配，並在翌年春末至夏季間產卵。雌蛇的體型大小直接影響產卵數量，最少僅8枚，最多可達113枚，多數情況下超過30枚。卵經約兩個半月孵化後，仔蛇破殼而出，體長約19公分。

## 保护
本种于2023年被收录入《有重要生态、科学、社会价值的陆生野生动物名录》。